# 伦敦工人协会

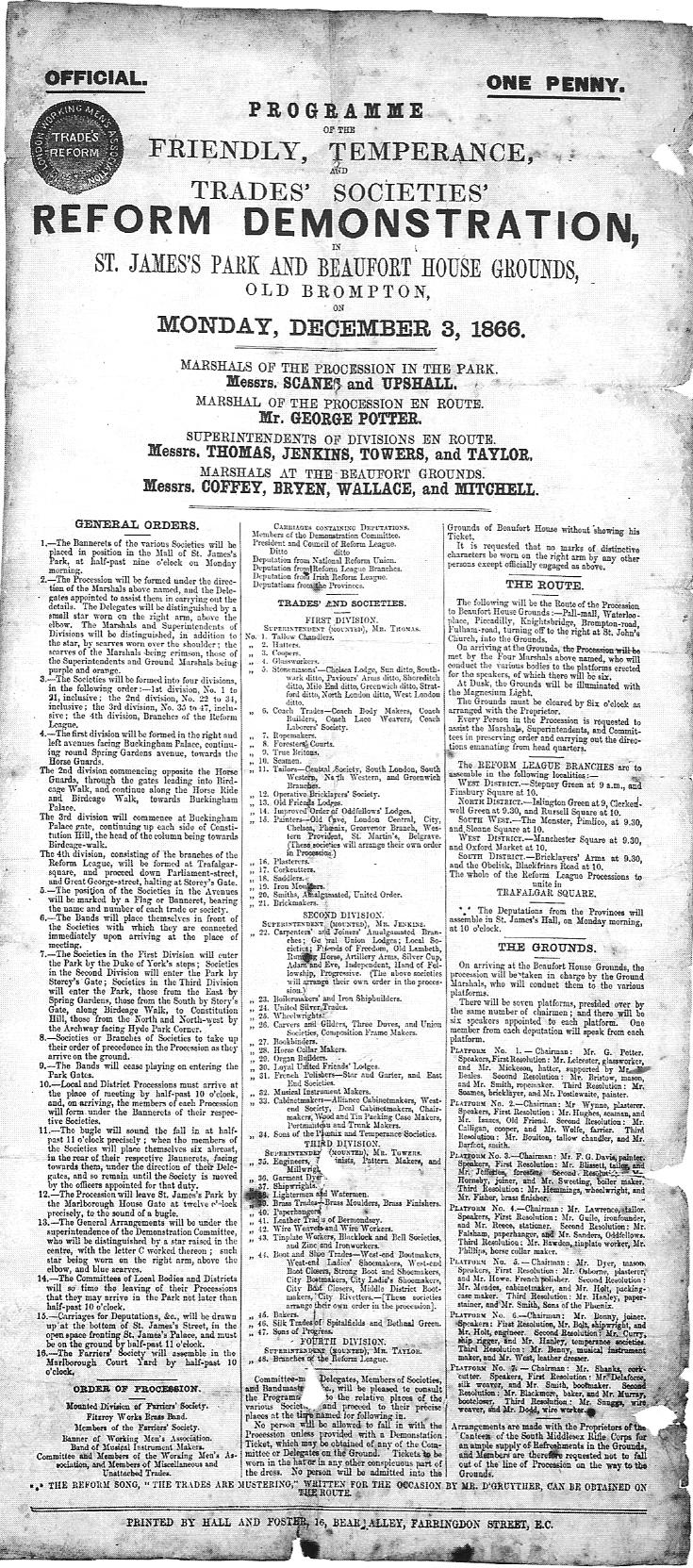
伦敦工人协会在1866年改革示威活动中发布的纲领

伦敦工人协会（英語：London Working Men's Association）是1836年在英国伦敦成立的一个组织。该组织是宪章运动的主要发起者，主张男性普选权、人口均等的选区、取消议员的财产资格、议会年会、议员薪酬和实行无记名投票制度。该组织的创始人是威廉·洛维特、弗朗西斯·普莱斯和亨利·赫瑟林顿。该组织的目标群体是熟练工人，而非大量非熟练的工厂工人。该组织与欧文派以及推广普及教育的运动有联系。